# 达里娅·什梅廖娃
达里娅·米哈伊洛芙娜·什梅廖娃（俄语：Дарья Михайловна Шмелёва，1994年10月26日—）生于莫斯科，是一名俄罗斯女子自行车运动员，主攻场地自行车项目。她早在2011年时便开始和队友阿纳斯塔西娅·沃伊诺娃搭档参赛。2016年8月，两人在里约奥运当中获得女子团体追逐赛的银牌。2020年奥运会获得铜牌。